# Усубян, Мамука
Мамука Усубян (род. 10.02.1994, Шамирам, Арагацотнская область, Армения) — российский кикбоксер-профессионал езидского происхождения, выступающий в лёгкой и полусредней весовой категориях. Выступал за сборную России (2019), финалист мирового чемпионата К-1 World Gran Prix — 2019.
Чемпион профессиональной лиги по кикбоксингу RCC Fair Fight в лёгком весе (2021 — н.в.).

## Биография
Мамука Усубян родился в селе Шамирам, Арагацотнской области, Армения, где жил до четырёх лет, после чего вместе с родителями переехал в Новосибирск.
В Новосибирске попал в секцию футболу, затем стал капитаном детской футбольной команды «Чкаловец» (сейчас «Сибирь»).
В четвёртом классе родители приняли решение переехать в Екатеринбург. Тренер детской команды был готов предоставить Мамуке жильё, чтобы тот остался играть в футбол в Новосибирске, но в итоге он уехал на Урал.
Мамука окончил школу № 119, после чего сдал ЕГЭ и поступил в Уральский федеральный университет имени первого президента России Б. Н. Ельцина (УрФУ) на спортивный факультет. Отец Мамуки не знал, что сын подал документы в университет, и когда узнал о поступлении отправил сына работать в Кострому к родственникам.
Год Мамука Усубян работал управляющим магазинами одежды, после чего отправился в Сургут на аналогичную должность в новый магазин дяди. Работал без выходных. Затем отправился в Новосибирск работать на оптовый рынок, где продавал кроссовки из Китая. За день мог продать товара на 600 000 рублей, при плане на месяц в 5 000 000 рублей.
В 2019 году оставил торговлю и сконцентрировался на карьере кикбоксера. Переехал в Екатеринбург в команду «Архангел Михаил», чтобы тренироваться в зале Академии единоборств РМК

## Любительская карьера
Когда Мамука Усубян переехал в Екатеринбург, три года ничем не занимался, кроме учёбы. Затем попал в спортивный клуб «Динамо» и через три месяца уже попал на Первенство Свердловской области по тайскому боксу, где одержал победу и получил путёвку на Первенство России.
В полуфинале Первенства России (2011) он встретился с действующим победителем первенства мира Юриком Давтяном, ныне бойцом-профессионалом ONE Championship, и проиграл раздельным решением судей, став бронзовым призёром турнира.
После успешного выступления тренер перевёл спортсмена в сборную клуба «Динамо», где Мамука был самым младшим.
В 2012 году вновь стал третьим на первенстве России.
После переезда в Кострому системно не занимался, но получил предложение выступить на профессиональном турнире в Омске, где одержал уверенную победу. Однако, работа и переезд критически сказались на тренировочном процессе и здоровье спортсмена. Мамука Усубян набрал большой вес: к 2015 году он весил 104 кг при том, что выступал он в весовой категории до 70 кг.
Во время работы в Новосибирске несколько получал предложение вернутся в Екатеринбург: сначала в «Динамо», потом в команду «Архангел Михаил». Каждый раз Мамука сомневался, но в итоге только в 2019 году решился на переезд.
В 2019 году попал на открытый чемпионат мира К-1 World Gran Prix — 2019, где дошёл до финала и завоевал серебро.

## Профессиональная карьера
Первый поединок на профессиональном ринге состоялся в Омске, однако статистика поединков Усубяна ведётся с декабря 2016 года.
В декабре 2016 году дебютировал в российском промоушене Fair Fight в промежуточном весе. Из-за лишнего веса организаторы согласовали бойцам выступление в средней весовой категории.
Регулярно выступать на профессиональном уровне Мамука Усубян начал только в 2019 года
В марте 2021 года завоевал титул чемпиона Fair Fight в лёгкой весовой категории. В пятираундовом поединке он одержал победу над бывшим чемпионом организации Александром Скворцовым.
В августе 2021 года провёл первую защиту титула чемпиона организации в поединке против чемпиона Enfusion Милана Палеса.
В январе 2022 года Мамука Усубян должен был провести вторую защиту титула в поединке против Стояна Копривленски, но российский боец заболел коронавирусом, и бой отменили.
В марте 2022 года Мамука Усубян провёл вторую защиту титула чемпиона Fair Fight в поединке против чемпиона TATNEFT Жоры Акопяна

## Семья
Жена — Порсор, дочь — Марьям.

## Статистика профессиональных поединков
16 боёв, 15 побед(1 нокаутом), 1 поражений
| бой | дата       | результат | соперник            | вес, кг | статус боя                       | событие       | место                                  | решение              | раундов |
| 17  | 16.04.2022 | победа    | Жора Акопян         | 70      | защита титула Fair Fight         | Fair Fight 17 | Екатеринбург, Академия единоборств РМК | единогласное решение | 5       |
| 16  | 18.12.2021 | победа    | Милсон Кастро       | 70      | рейтинговый бой                  | RCC 10        | Екатеринбург, Академия единоборств РМК | единогласное решение | 3       |
| 15  | 16.10.2021 | победа    | Виталий Матей       | 70      | рейтинговый бой                  | RCC Intro 16  | Екатеринбург, Академия единоборств РМК | единогласное решение | 3       |
| 14  | 28.08.2021 | победа    | Милан Палес         | 70      | защита титула Fair Fight         | RCC Intro 15  | Екатеринбург, Академия единоборств РМК | единогласное решение | 5       |
| 13  | 3.05.2021  | победа    | Итай Гершон         | 70      | рейтинговый бой                  | RCC 9         | Екатеринбург, КРК Уралец               | единогласное решение | 3       |
| 12  | 6.03.2021  | победа    | Александр Скворцов  | 70      | бой за титул чемпиона Fair Fight | Fair Fight 14 | Екатеринбург, Академия единоборств РМК | единогласное решение | 5       |
| 11  | 20.12.2020 | победа    | Станислав Казанский | 70      | рейтинговый бой                  | RCC 10        | Екатеринбург, КРК Уралец               | единогласное решение | 3       |
| 10  | 29.08.2020 | победа    | Арби Эмиев          | 70      | рейтинговый бой                  | Fair Fight 12 | Екатеринбург, Академия единоборств РМК | единогласное решение | 3       |
| 9   | 21.03.2020 | победа    | Дока Гурмаев        | 70      | рейтинговый бой                  | Fair Fight 11 | Екатеринбург, Академия единоборств РМК | единогласное решение | 3       |
| --- | ---------- | --------- | ------------------- | ------- | -------------------------------- | ------------- | -------------------------------------- | -------------------- | ------- |